# Liste der Kulturdenkmale in Kühsen
In der Liste der Kulturdenkmale in Kühsen sind alle Kulturdenkmale der schleswig-holsteinischen Gemeinde Kühsen (Kreis Herzogtum Lauenburg) aufgelistet (Stand: 10. März 2025).

## Legende
In den Spalten befinden sich folgende Informationen:
- Objekt-ID: die Nummer des Kulturdenkmales
- Lage: die Adresse des Kulturdenkmales und die geographischen Koordinaten. Kartenansicht, um Koordinaten zu setzen. In der Kartenansicht sind Kulturdenkmale ohne Koordinaten mit einem roten Marker dargestellt und können in der Karte gesetzt werden. Kulturdenkmale ohne Bild sind mit einem blauen Marker gekennzeichnet, Kulturdenkmale mit Bild mit einem grünen Marker.
- Offizielle Bezeichnung: Bezeichnung des Kulturdenkmales
- Beschreibung: die Beschreibung des Kulturdenkmales
- Bild: ein Bild des Kulturdenkmales

## Bauliche Anlagen
| Objekt-ID | Lage                                        | Offizielle Bezeichnung        | Beschreibung | Bild |
| --------- | ------------------------------------------- | ----------------------------- | --- | ---- |
| 12383     | Dorfstraße 1 (53° 40′ 56″ N, 10° 36′ 47″ O) | Fachhallenhaus                | Fachhallenhaus; 1847; eingeschossiger Fachwerkbau mit Backsteinausfachung auf älteren Fundamenten unter Halbwalmdach in Reetdeckung; mit angebauten Wirtschaftsflügel aus Backstein; 1908; Einfriedung durch Feldsteinmauer und Knick - Begründung: geschichtlich, städtebaulich, Kulturlandschaft prägend - Schutzumfang: Fachhallenhaus, Einfriedung - Denkmaltyp: Bauliche Anlage                                                    | BW   |
| 7589      | Hude 4 (53° 41′ 7″ N, 10° 37′ 52″ O)        | Ehemaliger Gasthof „Zur Hude“ | ehem. Gasthof „Zur Hude“; 1880er Jahre (i) Bauherrn J. H. und C.M. Hardekopf; traufständiges Wohn- und Wirtschaftsgebäude, längsrechteckiger Grundriss, zweigeschossiges Backsteingebäude, zeittypische Gliederungselemente, flach geneigtes Satteldach; Einfriedung, gepflasterte Auffahrten - Begründung: geschichtlich, Kulturlandschaft prägend - Schutzumfang: ehem. Gasthof "Zur Hude", Einfriedung - Denkmaltyp: Bauliche Anlage | BW   |

## Quelle
- Liste der Kulturdenkmale in Schleswig-Holstein – Herzogtum Lauenburg (PDF)

- Karte mit allen Koordinaten:
- OSM |
- WikiMap